# Кремінь-Арена імені Олега Бабаєва
«Кремінь-Арена» імені Олега Бабаєва — футбольний стадіон у Кременчуці, вміщує 1529 глядачів. Є домашньою ареною ФК «Кременя». Знаходиться на півночі Міського саду.

## Історія
Стадіон було вирішено будувати в 2007 році в зв'язку з тим, що старий стадіон, «Політехнік», який належить Кременчуцькому національному університету, не підходить за футбольними нормами та правилами.
На будівництво було виділено: з Міністерства фінансів і міського бюджету — по два мільйони гривень, з обласного бюджету — два з половиною мільйони гривень, інші кошти — від ініціатора будування стадіону — власника клубу, на той час народного депутата, а згодом мера міста — Олега Бабаєва.
27 серпня 2014 року рішенням міської ради стадіону присвоєно ім'я Олега Бабаєва.
27 червня 2022 року постраждав внаслідок російського ракетного удару по Кременчуку. Зокрема, було пошкоджено автобус команди та будівлю на території арени.

## Опис
Стадіон має два блоки: перший для глядачів (квиткові каси, туалети, буфет, ложа преси, VIP-трибуна), а другий для гравців (роздягальні, душові, медпункт, кімнати допінг-контролю).

## Галерея

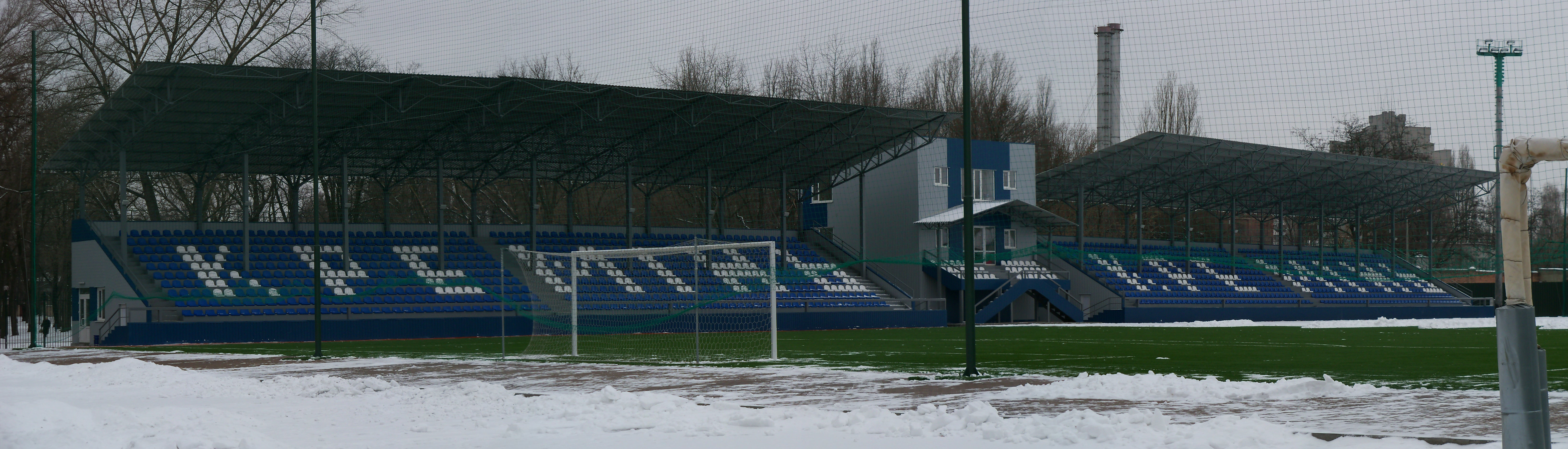
Панорама трибун
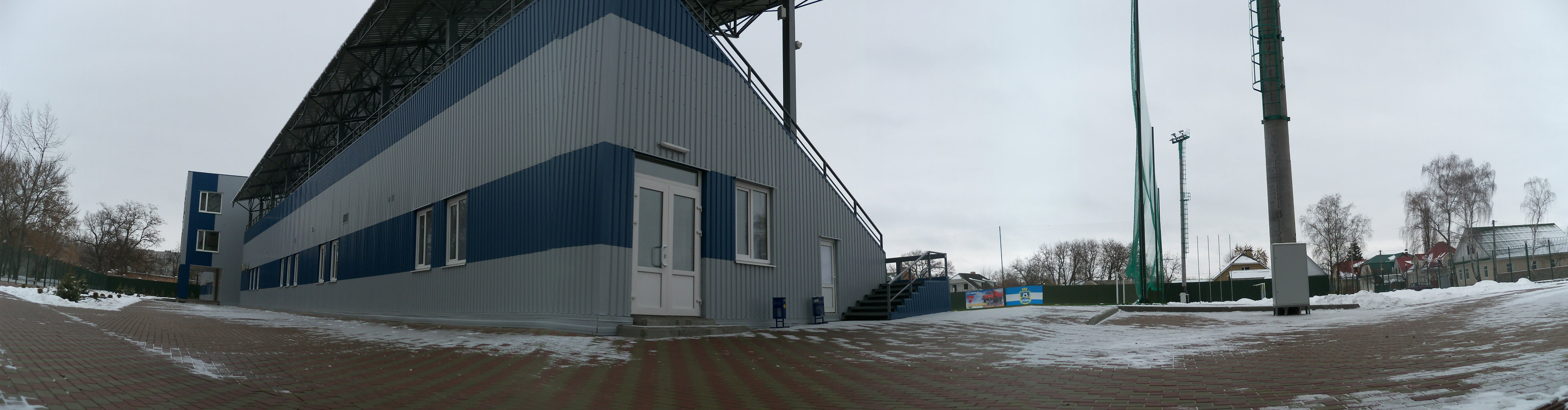
Панорама на вході до стадіону